# 오후의 풍경과 음악
오후의 풍경과 음악은 KBS광주 FM, KBS목포 FM에서 평일 오후 4시부터 5시까지 방송했던 클래식 음악프로그램이다. 2024년 11월 15일 자로 15년만에 폐지되었다.

## 진행자
- 정은아 아나운서 (여) (2009년 4월 27일 ~ 2024년 11월 15일)